# Anotia smithi
Anotia smithi är en insektsart som beskrevs av Fowler 1904. Anotia smithi ingår i släktet Anotia och familjen Derbidae. Inga underarter finns listade i Catalogue of Life.